# Bucay
Bucay, también conocida como General Antonio Elizalde, es una ciudad ecuatoriana, cabecera cantonal del Cantón General Antonio Elizalde, perteneciente a la Provincia de Guayas. Se localiza al este de la región litoral del Ecuador, a orillas del río Chimbo. En el censo de 2022 tenía una población de 6738 habitantes, lo que la convierte en la centésima vigésima sexta ciudad más poblada del país y la segunda menos poblada de la provincia.

## Gobierno municipal
La ciudad y el cantón General Antonio Elizalde, al igual que las demás localidades ecuatorianas, se rige por una municipalidad según lo estipulado en la Constitución Política Nacional. La Alcaldía de General Antonio Elizalde es una entidad de gobierno seccional que administra el cantón de forma autónoma al gobierno central. La municipalidad está organizada por la separación de poderes de carácter ejecutivo representado por el alcalde, y otro de carácter legislativo conformado por los miembros del concejo cantonal.

## Turismo
En la parroquia se encuentra el Balneario de Agua Clara, el cual es una formación rocosa natural con una cascada que posteriormente se une al río Chimbo. En dicho río se practican varios deportes de aventura como el Rafting y Tubing consiste en descender por los ríos a bordo de una balsa/bote hecho especialmente para Rafting. Sin embargo estos no son los únicos deportes de Aventura que se pueden practicar en Bucay ya que también existe un deporte llamado Canyoning...
El Canyoning consiste en descender por las cascadas mediante técnicas llamadas Rapell. El cantón Bucay se encuentra a solo 1:30 min de Guayaquil, y cuenta con aproximadamente 40 cascadas, Las cascadas Chorrera del amor de 30m de alto, y es la más recomendable para los turistas que practican por primera vez este deporte, también existe las cascadas las mellizas (dos cascadas que se encuentran juntas) cada una de 45m y 60m de alto. Para llegar hasta estas cascadas es necesario subir hasta la parte alta del Bosque protector la Esperanza, a 1440 m s. n. m. la travesía es muy desafiante para quienes no conocen el camino, ya que no existe señalización para acceder hasta este lugar. Sin embargo en el centro del poblado se encuentra una Oficina de turismo que brinda Excursiones y deportes extremos, usted puede contratar un tour con transporte, guía, y equipos personales para deportes extremos (los equipos dependen del deporte que usted elija). Si lo que usted busca es algo más relajante, le gustara saber que también existen actividades familiares, como Tours a las cascadas o Cabalgatas.
Cabalgatas si usted es un amante de las cabalgatas o simplemente un aventurero que le gusta las buenas experiencias, entonces deberá saber que Bucay es un cantón que preserva un entorno natural ideal para recorrer... montando a caballo usted podrá cruzar pequeños riachuelos, plantaciones de cacao y caña de azúcar. 
Cascadas de Bucay son muy visitadas por turistas nacionales y extranjeros, existen cascadas que van desde los 5m de alto hasta los 90m, la zona donde se ubican las cascadas es el Bosque llamado la Esperanza, aquí existen aproximadamente 40 cascadas de las cuales se pueden visitar de 2 a 6 en un solo día.
Tren de Bucay fue también llamado tren de la Dulzura este ferrocarril formó parte de las rutas de tren rehabilitadas en Ecuador, y su tramo funcionó desde Durán hasta Bucay, pasando por poblados como Milagro y Yaguachi. Este recorrido servía para mostrar los paisajes típicos de la costa, como plantaciones de caña, plátano y caña de azúcar; y, tenía una duración de todo un día, partiendo muy temprano en la mañana desde Durán y regresando a las 6 p. m. aproximadamente. En el recorrido se podía disfrutar de las cascadas de Bucay y un pequeño paseo en chiva, pero se debía previamente contratar un tour. El tren dejó de funcionar en el año 2020.

## Industria
En la actualidad, en el cantón siguen prevaleciendo las actividades agropecuarias como principal fuente de ingresos de los habitantes; no obstante, a mediados de la década de 1990, cuando llegó al cantón a instalarse la empresa Pronaca, hubo un auge económico importante y un movimiento migratorio del sector rural hacia la urbe vista la demanda de mano de obra. Otras actividades que anteriormente estuvieron relegadas, como el turismo, están tomando importancia en los últimos años.